# 新本町 (豊橋市)
新本町（しんほんまち）は、愛知県豊橋市の地名。

## 地理
豊橋市中央部に位置する。東は札木町・魚町、西は萱町、南は花園町、北は関屋町に接する。

## 歴史

### 人口の変遷
国勢調査による人口および世帯数の推移。
| 1995年（平成7年）  | 103世帯 329人 |  |
| 2000年（平成12年） | 130世帯 321人 |  |
| 2005年（平成17年） | 112世帯 300人 |  |
| 2010年（平成22年） | 157世帯 377人 |  |
| 2015年（平成27年） | 146世帯 363人 |  |

## 施設
- 輪くぐり神社[1]

## 出身人物
- 四時庵北莱（当時は吉田指笠町）[2]
- 大河戸晩翠（当時は吉田指笠町）[3]
- 下村快雨（当時は豊橋指笠町）[4]
- 小野杜堂（当時は吉田本町）[5]
- 佐野蓬宇（当時は吉田本町）[6]
- 小野久四郎（当時は吉田本町）[7]

### WEB
1. ↑  “愛知県豊橋市の町丁・字一覧”.   人口統計ラボ. 2023年4月13日閲覧。
2. ↑  総務省統計局 (2017年1月27日). “平成27年国勢調査の調査結果(e-Stat) - 男女別人口及び世帯数 －町丁・字等” (CSV). 2021年7月21日閲覧。
3. ↑  “愛知県豊橋市の郵便番号一覧”.   日本郵便. 2023年4月13日閲覧。
4. ↑  “市外局番の一覧” (PDF).   総務省 (2022年3月1日). 2022年3月22日閲覧。
5. ↑  総務省統計局 (2014年3月28日). “平成7年国勢調査の調査結果(e-Stat) - 男女別人口及び世帯数 －町丁・字等” (CSV). 2021年7月20日閲覧。
6. ↑  総務省統計局 (2014年5月30日). “平成12年国勢調査の調査結果(e-Stat) - 男女別人口及び世帯数 －町丁・字等” (CSV). 2021年7月20日閲覧。
7. ↑  総務省統計局 (2014年6月27日). “平成17年国勢調査の調査結果(e-Stat) - 男女別人口及び世帯数 －町丁・字等” (CSV). 2021年7月21日閲覧。
8. ↑  総務省統計局 (2012年1月20日). “平成22年国勢調査の調査結果(e-Stat) - 男女別人口及び世帯数 －町丁・字等” (CSV). 2021年7月21日閲覧。
9. ↑  総務省統計局 (2017年1月27日). “平成27年国勢調査の調査結果(e-Stat) - 男女別人口及び世帯数 －町丁・字等” (CSV). 2021年7月21日閲覧。

### 書籍
1. 1 2 3  「角川日本地名大辞典」編纂委員会 1989, p. 1788.
2. ↑  郷土豊橋を築いた先覚者たち編集委員会 1986, p. 275.
3. ↑  郷土豊橋を築いた先覚者たち編集委員会 1986, p. 264.
4. ↑  郷土豊橋を築いた先覚者たち編集委員会 1986, p. 240.
5. ↑  郷土豊橋を築いた先覚者たち編集委員会 1986, p. 238.
6. ↑  郷土豊橋を築いた先覚者たち編集委員会 1986, p. 236.
7. ↑  郷土豊橋を築いた先覚者たち編集委員会 1986, p. 216.